# Vinski Vrh (Netretić)
 Vinski Vrh  falu Horvátországban Károlyváros megyében. Közigazgatásilag Netretićhez tartozik.

## Fekvése
Károlyvárostól 10 km-re északnyugatra, községközpontjától  1 km-re délekeltre fekszik.

## Története
A falunak 1857-ben 342, 1910-ben 475 lakosa volt. A  trianoni békeszerződésig Zágráb vármegye Károlyvárosi járásához tartozott. A településnek  2011-ben 111 lakosa volt.

## Nevezetességei
Novigrad vára közelében, a településen kívül, a Dobra folyó mentén, egy kiemelkedő helyen található Strahovnjak gazdasági épületegyüttese, mely egyike a ritka máig fennmaradt történelmi gazdasági komplexumoknak. A főépület és négy kereskedelmi és gazdasági épület egy központi udvar köré csoportosul. A domb lábánál különállóan található egy kis kápolna, amelyhez a parkosított területen át vezető sétányon lehet eljutni. A Strahovnjak mezőgazdasági birtokot a 19. század második negyedében építtette Mate Sladović (1805-1902). 1925 előtt az eredeti mezőgazdasági rendeltetés (szőlők és gyümölcsösök) megváltozása miatt az épületeket bővítették, átalakították, és ez a megjelenés a mai napig megmaradt.

## Lakosság
| Lakosság változása | Lakosság változása | Lakosság változása | Lakosság változása | Lakosság változása | Lakosság változása | Lakosság változása | Lakosság változása | Lakosság változása | Lakosság változása | Lakosság változása | Lakosság változása | Lakosság változása | Lakosság változása | Lakosság változása | Lakosság változása |
| ------------------ | ------------------ | ------------------ | ------------------ | ------------------ | ------------------ | ------------------ | ------------------ | ------------------ | ------------------ | ------------------ | ------------------ | ------------------ | ------------------ | ------------------ | ------------------ |
| 1857               | 1869               | 1880               | 1890               | 1900               | 1910               | 1921               | 1931               | 1948               | 1953               | 1961               | 1971               | 1981               | 1991               | 2001               | 2011               |
| 342                | 401                | 362                | 441                | 455                | 475                | 470                | 469                | 622                | 523                | 410                | 310                | 222                | 192                | 121                | 111                |